# Quote 500
De Quote 500 is een lijst van de op het moment van samenstelling vijfhonderd rijkste Nederlanders, jaarlijks uitgegeven door het zakenblad Quote. De eerste editie verscheen in 1997. De redactie noemt het zelf de ‘jaarlijkse röntgenfoto van degenen die de Nederlandse economie werkelijk in handen hebben’. Naast de Quote 500, die ieder najaar verschijnt, verschijnt ieder voorjaar de "Quote 500 Junior", met daarin de "selfmade" rijkste Nederlanders onder de 40 jaar.
In 2012 is ingevoerd dat alleen naar individuele vermogens wordt gekeken, en niet naar gezamenlijke familievermogens. De familie Brenninkmeijer verloor daardoor de nummer 1-positie die zij jarenlang bekleedde.
In 2014 besloot de redactie alleen nog personen woonachtig in het Koninkrijk der Nederlanden op de Quote 500 te plaatsen. Charlene de Carvalho-Heineken, de nummer 1 op de lijst van 2013, is woonachtig in Zwitserland en verdween daardoor uit de rijkenlijst. In 2017 is deze beslissing teruggedraaid, waardoor De Carvalho-Heineken terugkeerde op de lijst.

## Werkwijze
‘Er staan mensen op de lijst die minstens het dubbele waard zijn’ of ‘ze roepen maar wat’ is een veel gehoord commentaar op de ranglijst. Toch zijn de geschatte vermogens door de redactie van Quote niet geheel uit de lucht gegrepen. Men baseert zich voornamelijk op openbare registers zoals de Kamer van Koophandel, het Kadaster en bedrijfsgegevens als jaarverslagen.
Zo wordt er bijvoorbeeld op basis van het aandelenpakket en de waarde ervan op de beurs een schatting gemaakt van het vermogen. Voor de rijken zonder beursgenoteerde aandelen baseert Quote zich veelal op gegevens van de Kamer van Koophandel. De winsten van de bedrijven worden vergeleken met die van concurrenten die wel beursgenoteerd zijn en op basis daarvan wordt een schatting gemaakt.
Daarnaast zijn er ook enkele mensen die wel hun medewerking aan de lijst verlenen en hun persoonlijke boekhouder een berekening van hun vermogen laten opsturen.

## Overzicht Quote 500 per jaar
Steeds wordt het geschat vermogen (in euro) gegeven.

### 2021
1. Charlene de Carvalho-Heineken (Heineken): € 13,5 miljard[2]
2. Remon Vos (Central Trade Park): € 5,7 miljard
3. Frits Goldschmeding (Randstad): € 5,6 miljard
4. Gérita en Inge Wessels (VolkerWessels): € 4,3 miljard
5. Ralph Sonnenberg (Hunter Douglas): € 3,6 miljard

### 2020
1. Charlene de Carvalho-Heineken (Heineken): € 12,1 miljard[3]
2. Frits Goldschmeding (Randstad): € 4,1 miljard
3. Gérita en Inge Wessels (VolkerWessels): € 3,8 miljard
4. Karel van Eerd (Jumbo): € 2,5 miljard
5. Arnout Schuijff (Adyen): € 2,5 miljard

### 2014
1. Frits Goldschmeding (Randstad NV): € 3,3 miljard
2. Dik Wessels (VolkerWessels): € 2,4 miljard
3. John de Mol (Talpa): € 2,3 miljard
4. Wijnand Pon  (Pon): € 1,8 miljard
5. Els Blokker  (Blokker): € 1,7 miljard

### 2013
1. Charlene de Carvalho-Heineken: €7,2 miljard (+33,3%)
2. Frits Goldschmeding (Randstad):  €3 miljard (+42,9%)
3. Dik Wessels (VolkerWessels): €2,1 miljard (+5%)
4. John de Mol (Endemol): €2 miljard (+5,3%)
5. Wijnand Pon (Pon): €2 miljard (+0%)

### 2010
1. Familie Brenninkmeijer (C&A): 21 miljard (+2,4%)
2. Familie Van der Vorm (HAL Investments): 4,3 miljard (+22,8%)
3. Charlene de Carvalho-Heineken (Heineken): 3,8 miljard (+5,6%)
4. Frits Goldschmeding (Randstad NV): 2,3 miljard (+21,2%)
5. Familie De Rijcke (Kruidvat): 1,9 miljard (+11,8%)
6. John Fentener van Vlissingen (SHV, BCD): 1,8 miljard (+12,8%)
7. Jaap en Albert Blokker (Blokker): 1,6 miljard (+0%)
8. Joop van den Ende: 1,6 miljard (+6,7%)
9. Familie Pon (Pon Holdings): 1,6 miljard (-5,9%)
10. Familie Dreesmann (Vroom & Dreesmann): 1,5 miljard (+9,6%)

De vijfhonderd rijkste Nederlanders zijn in 2010 goed voor een totaal vermogen van 135,6 miljard euro. Dat is 6,6 procent meer dan een jaar eerder.

### 2009
1. Familie Brenninkmeijer (C&A): 20,5 miljard (-15%)
2. Charlene de Carvalho-Heineken (Heineken): 3,6 miljard (-12%)
3. Familie Van der Vorm (HAL Investments): 3,5 miljard (-8%)
4. Frits Goldschmeding (Randstad): 1,9 miljard (-5%)
5. Familie Pon (Pon): 1,7 miljard (+6%)
6. Familie De Rijcke (Kruidvat): 1,7 miljard (-19%)
7. Jaap en Albert Blokker (Blokker): 1,6 miljard (-20%)
8. Dik Wessels (Koninklijke Volker Wessels Stevin): 1,6 miljard (-20%)
9. John Fentener van Vlissingen (SHV, BCD): 1,4 miljard (-36%)
10. Joop van den Ende: 1,5 miljard (-6%)

### 2008
1. Familie Brenninkmeijer (C&A): 24,1 miljard (+30%)
2. Charlene de Carvalho-Heineken (Heineken): 4 miljard (-27%)
3. Familie Van der Vorm (HAL Investments): 3,3 miljard (-15%)
4. John Fentener van Vlissingen (SHV, BCD): 2,5 miljard (+4%)
5. Familie De Rijcke (Kruidvat): 2,1 miljard (+5%)
6. Dik Wessels (Koninklijke Volker Wessels Stevin): 2 miljard (+18%)
7. Frits Goldschmeding (Randstad): 2 miljard (-20%)
8. Jaap en Albert Blokker (Blokker): 2 miljard (+11%)
9. Familie Dreesmann (Vroom & Dreesmann): 1,8 miljard (+0%)
10. John de Mol: 1,7 miljard (+0%)

### 2007
1. Familie Brenninkmeijer (C&A): 18,5 miljard (+23,3%)
2. Charlene de Carvalho-Heineken (Heineken): 5,6 miljard (+15,7%)
3. Familie Van der Vorm (HAL Investments): 3,9 miljard (+77,3%)
4. Erven Frits Fentener van Vlissingen (SHV): 2,9 miljard (+7,4%)
5. Frits Goldschmeding (Randstad): 2,5 miljard (+4,2%)
6. John Fentener van Vlissingen (SHV, BCD): 2,4 miljard (+7,6%)
7. Erven Paul Fentener van Vlissingen (SHV): 2,3 miljard (+4,8%)
8. Ralph Sonnenbergh (Hunter Douglas): 2,2 miljard (+33,7%)
9. Familie De Rijcke (Kruidvat): 2 miljard (+3,1%)
10. Jaap en Albert Blokker (Blokker): 1,8 miljard (+22,1%)

### 2006
1. Familie Brenninkmeijer (C&A): 15 miljard (+20,2%)
2. Charlene de Carvalho-Heineken (Heineken): 4,9 miljard (+40,1%)
3. Erven Frits Fentener van Vlissingen (SHV): 2,7 miljard (+8%)
4. Frits Goldschmeding (Randstad): 2,4 miljard (+41,2%)
5. John Fentener van Vlissingen (SHV, BCD): 2,23 miljard (+11,5%)
6. Familie Van der Vorm (HAL Investments): 2,2 miljard (+46,7%)
7. Erven Paul Fentener van Vlissingen (SHV): 2,2 miljard (+4,8%)
8. Familie De Rijcke (Kruidvat): 1,9 miljard (+5,5%)
9. Familie Dreesmann (Vendex): 1,7 miljard (+2,7%)
10. Ralph Sonnenbergh (Hunter Douglas): 1,6 miljard (+64,5%)

### 2005
1. Familie Brenninkmeijer (C&A) — 12,5 miljard
2. Charlene de Carvalho-Heineken (Heineken) — 3,5 miljard
3. Frits Fentener van Vlissingen (SHV) — 2,5 miljard
4. Paul Fentener van Vlissingen (SHV) — 2,1 miljard
5. John Fentener van Vlissingen (SHV, BCD) — 2 miljard
6. John de Mol jr. (Endemol, Tien) — 1,8 miljard
7. Familie De Rijcke (Kruidvat) — 1,8 miljard
8. Frits Goldschmeding (Randstad) — 1,7 miljard
9. Familie Dreesmann (Vendex) — 1,6 miljard
10. Jaap en Albert Blokker (Blokker) — 1,5 miljard

### 2004
1. Familie Brenninkmeijer (C&A) — 12 miljard
2. Charlene de Carvalho-Heineken (Heineken) — 3,4 miljard
3. Frits Fentener van Vlissingen (SHV) — 2 miljard
4. Familie De Rijcke (Kruidvat) — 1,8 miljard
5. Paul Fentener van Vlissingen (SHV) — 1,6 miljard
6. Familie Dreesmann (Vendex) — 1,6 miljard
7. John Fentener van Vlissingen (SHV, BCD) — 1,6 miljard
8. Jaap en Albert Blokker (Blokker) — 1,4 miljard
9. Familie Pon (Pon Holdings) — 1,2 miljard
10. Familie Van der Vorm (HAL Investments) — 1,2 miljard

## Overzicht Quote 500 Junior

### 2006
1. Michiel Mol (Lost Boys) — 149 miljoen
2. Maasbert Schouten (AFAB) — 117 miljoen
3. Reinout Oerlemans (Eyeworks) — 75 miljoen

## Parodieën
- Op 27 september 2013 verscheen de Goot 500, een (serieus bedoelde) parodie op de Quote 500, met daarin vijfhonderd wereldburgers die 'anders rijk' zijn en de wereld eerlijker maken. Enkele namen komen op beide lijsten voor, zoals Pieter Geelen. Later dat jaar verschenen nog twee enigszins vergelijkbare parodieën, namelijk de Quiet 500 (een initiatief van de schrijver A.H.J. Dautzenberg) en de Qracht 500. In oktober 2016 verschenen nieuwe edities van de Quiet 500 en de Goot 500.
- In 2020 kwam ondernemer Peter Gillis niet voor in de Quote 500 van dat jaar. Hij liet een alternatieve versie drukken, de Quote 501 (met een oplage van 1), waarin hij wel voorkwam. De hoofdredacteur was PowNed verslaggever Mark Baanders (bekend als Slijptol).[5]